# Enginyeria tècnica
L'enginyeria tècnica  és una carrera de primer cicle de tres anys de durada (més un projecte de fi de carrera) que dona accés a la professió dels enginyers tècnics. A Espanya aquesta carrera es va establir el 1963, per homologar l'enginyeria espanyola a les de la resta dels països desenvolupats i poder accedir així als crèdits del Banc Mundial. Els seus antecessors, els pèrits, estudiaven una carrera de 4 o 5 anys més revalida i projecte final de carrera. La Llei 12/86 d'Atribucions, aprovada per les Corts Espanyoles, estableix, en l'article 1r, que els enginyers tècnics tindran la plenitud d'atribucions en la seva especialitat respectiva, així com les que tenien els antics perits.
Els títols de pèrit mantenen la seva vigència en els professionals que l'exerceixen, molts dels quals els van convalidar pels d'enginyer tècnic. Si bé les últimes promocions que van obtenir aquesta titulació ho van fer en la dècada dels seixanta, l'última promoció va ser la de 1969-1970. Eren impartides en una escola universitària d'àmbit tècnic o en una escola tècnica superior que, a més, impartia carreres de cicle llarg.
La reforma actual dels ensenyaments de graus (a causa del Pla Bolonya), farà desaparèixer aquests estudis, que s'impartiran com a ensenyaments de grau, denominant els nous títols  graduats en enginyeria mecànica, elèctrica, electrònica i automàtica, química o tèxtil , en el cas dels enginyers tècnics industrials,  graduats en enginyeria naval ,  graduats en enginyeria aeronàutica , etc. Les seves escoles es denominaran: Escola d'Enginyers o Escola Superior d'Enginyers si, a més del grau, s'imparteixen estudis de postgrau.